# Нажмутдинов, Эльдар Рауфович
Эльдар Рауфович Нажмутдинов (род. 13 августа 1979, Аргаяш, Челябинская область) — российский хоккеист, нападающий.

## Биография
Воспитанник магнитогорского хоккея. В сезонах 1996/97 — 1998/99, 1999/2000 — 2000/01 играл за «Металлург-2» Магнитогорск. В составе «Металлурга» выступал в сезонах 1998/99 и 2000/01 — когда команда становилась чемпионом России. В первом сезоне провёл 11 матчей, во втором — два матча.
Выступал за команды «Мечел» Челябинск (1999/2000), «Амур» Хабаровск (2001/02), «Кедр» Новоуральск (2002/03, 2005/06, 2006/07), «Зауралье» Курган (2003/04, 2008/09), «Спутник» Нижний Тагил (2003/04 — 2006/07), «Автомобилист» Екатеринбург (2006/07), «Газовик» Тюмень (2007/08 — 2008/09), «Сарыарка» Караганда (Казахстан, 2009/10 — 2011/12), «Астана» (Казахстан, 2012), «Ижсталь» Ижевск (ВХЛ, 2012 — 1 матч), «Алматы» (Казахстан, 2013/14).
Чемпион (2010) и бронзовый призёр чемпионата Казахстана.
Играл в чемпионате Челябинской области за ХК «Трёхгорный».